# Sbayi
Sbayi es un cultivar de higuera del tipo Smyrna Ficus carica unífera (con una sola cosecha por temporada, los higos de otoño), de higos que tienen color de piel variegado verde con unas costillas moradas siendo esta una característica distintiva. Muy cultivado en Oriente Medio (Siria, Líbano, Palestina, Jordania y sobre todo en Israel). Estos higos son capaces de ser cultivados en USDA Hardiness Zones 9b a más cálido.

## Sinonimia
- „Falahi“[5][6]

## Historia
Los higos han estado acompañando al ser humano durante miles de años, formando parte de nuestra historia gastronómica y cultural. Investigadores de Israel han demostrado que el Homo sapiens ya se había iniciado en el cultivo de las higueras hace más de 13.000 años. Esto ha sido posible, gracias a la datación de un fósil de higo encontrado entre las ruinas de una casa situada en las cercanías de río Jordán. El higo del hallazgo no tiene semillas, y eso es algo muy poco usual en la naturaleza. Se trata de una mutación espontánea que permite que la higuera forme higos sin necesidad de polinización y que ha sido aprovechada por los humanos.
'Sbayi' (significa "manchado" en árabe), es el segundo higo en importancia de cultivo en Israel. Fue descrito por Grasovsky y Weitz
en 1932. Los expertos israelíes lo consideran el segundo mejor higo de los cultivados en Israel tan solo superado por la variedad 'Khurtmani' en sabor, aroma y calidad.
Muchas de las variedades de higos de Oriente Medio recibieron nombres descriptivos basados en la forma, el color o el sabor. Por ejemplo, la variedad llamada 'Byadi', que proviene de la palabra "Abyad" para el blanco, se puede encontrar en diferentes áreas del Líbano, Siria  y Jordania, y muchas variedades recibieron ese nombre, aunque no son genéticamente las mismas.
Hay una gran confusión de denominaciones en variedades de higos en Oriente Medio, debido a la falta de atención dada por estos países para evaluar y seleccionar variedades conocidas.

## Características
Las higueras Sbayi son del tipo smyrna Ficus carica unífera, de higos de forma de gota con color de piel variegado verde con unas costillas moradas siendo esta una característica distintiva. Esta variedad se reconoce fácilmente por las marcas rosadas que se desarrollan en la madera de un año, siendo este un descriptor bastante interesante por sí solo. El higo tiene unas grietas que lo rodean circularmente cuando madura, siendo muy dulce con un excelente sabor. De maduración tardía, a finales de septiembre.

## Cultivo
Muy cultivado en todos los países de Oriente Medio, pero sobre todo en Israel.
'Sbayi' nunca ha sido importado a los Estados Unidos.